# Media Molecule
Media Molecule ist eine 2006 gegründete britische Spielesoftwarefirma mit Sitz in Guildford, England. Gegründet wurde die Firma von den ehemaligen Mitarbeitern der Lionhead Studios Mark Healey, Alex Evans, Dave Smith und Kareem Ettouney. Bevor sie die Firma gründeten, arbeiteten sie gemeinsam an Healeys Videospiel Rag Doll Kung Fu. Im März 2010 wurde Media Molecule von Sony Computer Entertainment (heute Sony Interactive Entertainment) übernommen.

## Veröffentlichte Videospiele
| Spieltitel        | Erscheinungsdatum | Plattform            | Sonstiges |
| ----------------- | ----------------- | -------------------- | --- |
| LittleBigPlanet   | 5. November 2008  | PlayStation 3        | Gewann die Game-of-the-Year-Auszeichnung (2009 wurde eine Game-of-the-Year-Edition veröffentlicht)                        |
| LittleBigPlanet   | 20. November 2009 | PlayStation Portable | Entwickelt in Zusammenarbeit mit SCE Cambridge Studio                                                                     |
| LittleBigPlanet 2 | 21. Januar 2011   | PlayStation 3        | Ausgebauter Level-Editor mit vielen Funktionen. Enthält ein DLC-Pack für PlayStation-Move-Funktionen.                     |
| Tearaway          | 22. November 2013 | PlayStation Vita     | Neue IP, verwendet die Besonderheiten der Playstation Vita wie Mikrofon, Kamera sowie Touchpad auf Vorder- und Rückseite. |
| Tearaway Unfolded | 9. September 2015 | PlayStation 4        | Entwicklung zusammen mit Tarsier Studios.                                                                                 |
| Dreams            | 2019              | PlayStation 4        | Die Entwicklungen wurden erstmals August 2013 angekündigt.                                                                |

## Auszeichnungen

### Erhalten
- (2008) Spike Video Game Awards for Studio of the Year
- (2009) Develop Award for Best Independent Developer
- (2009) Develop Award for Best New Studio
- (2011) Develop Award for In-House Studio of the Year

### Nominiert
- (2009) Golden Joystick Awards UK Developer of the Year